# Generalstabslehrgang Sedan
Die Generalstabslehrgänge Sedan (kurz Sedan-Kurse genannt) waren eine provisorische Einrichtung des Deutschen Heeres während des Ersten Weltkrieges. Sie dienten der kurzfristigen Ausbildung von Generalstabsoffizieren, die zuvor bei Ausbruch des Krieges 1914 eingestellt worden war.
Vor Ausbruch des Krieges war es üblich, dass Offiziere, die sich durch eine freiwillige Prüfung für den Generalstabsdienst qualifiziert hatten, für drei Jahre an der Preußischen Kriegsakademie ausgebildet wurden. Anschließend taten sie probeweise Dienst im Großen Generalstab, bevor sie dann endgültig zu Generalstabsoffizieren ernannt wurden. Diese gründliche, aber eher langwierige Ausbildung wurde bei der Mobilmachung im August 1914 eingestellt, da man nur einen kurzen Krieg erwartete. Doch dieser zog sich in die Länge und durch Verluste einerseits, aber auch bedingt durch zahlreiche neue Truppenaufstellungen wuchs der Bedarf an Führungskräften in den Truppengeneralstäben. Zunächst wich man darauf aus, Offiziere, die zwar an der Kriegsakademie gewesen, diese aber wegen des Krieges nicht hatten beenden können, in den Generalstabsdienst zu übernehmen.
Als dadurch der Bedarf noch immer nicht gedeckt werden konnte, richtete man 1917 eine provisorische Generalstabsausbildung in Form der “Generalstabslehrgänge Sedan” ein. Ausreichend qualifizierte junge Offiziere konnten aufgrund einer Empfehlung durch ihre Vorgesetzten in diese aufgenommen werden. Sie taten dann in verschiedenen Generalstäben Dienst und lernen quasi in der Praxis die Aufgaben des Ersten, Zweiten oder Dritten Generalstabsoffiziers kennen. Bewährte sich der Anwärter dabei, so wurde er nach etwa einem Jahr zu einem Intensivkurs von vier Wochen in die Stadt Sedan abkommandiert. Die 20 Teilnehmer eines Kurses wurden in zwei „Hörsäle“ eingeteilt, die jeweils unter der Leitung eines älteren Stabsoffiziers standen. Im Mittelpunkt stand eine theoretische Intensivausbildung. In jeder Woche wurden Anforderungen und Belastungen gesteigert, sodass nur etwa 75 % der Teilnehmer eines Lehrgangs denselben bestanden.
Nach erfolgreichem Abschluss des Kurses wurden die Absolventen sofort in den Generalstabsdienst versetzt und in einem Stab eingesetzt. Sie unterschieden sich weder durch ihre Uniform noch in ihrer Stellung von den vollwertig ausgebildeten Kameraden. Nach dem Krieg wurden sie innerhalb der Reichswehr zwar noch in einigen Fällen „nachgeschult“, doch wie gleichwertig sie letzten Endes behandelt wurden zeigt der Umstand, dass einer der „Kriegsgeneralstabsoffiziere“, Rudolf Schmidt, schließlich selbst mit der Ausbildung einer neuen Generation von Generalstabsoffizieren betraut wurde.
Weitere bekannte Absolventen der Sedan-Kurse waren die späteren Generalobersten Heinz Guderian, Nikolaus von Falkenhorst, Gotthard Heinrici und Georg-Hans Reinhardt sowie die Generalfeldmarschälle Walter Model und Friedrich Paulus.